# Liste in Suriname vorhandener Dampflokomotiven
Dies ist eine Liste erhaltener Dampflokomotiven auf dem Gebiet von Suriname.

## Lokomotiven mit Spurweite 1435 mm
| Foto | Nummer oder Name                      | Bauart / Achsfolge | Hersteller               | Fabrik-nr. | Baujahr | Historie | Eigentümer / Betreiber / Strecke | Bemerkungen |
| ---- | ------------------------------------- | ------------------ | ------------------------ | ---------- | ------- | -------- | -------------------------------- | ----------- |
|      | Camden & Atlantic RR No. 'JOHN LUCAS' | (1’B)B             | Baldwin Locomotive Works | 4287       | 1878    |          | Peter's Mine, Cuyuni-Bartica     | [ 1 ]       |

## Lokomotiven mit Spurweite 1280 mm
| Foto | Nummer oder Name               | Bauart / Achsfolge | Hersteller       | Fabrik-nr. | Baujahr | Historie | Eigentümer / Betreiber / Strecke      | Bemerkungen |
| ---- | ------------------------------ | ------------------ | ---------------- | ---------- | ------- | -------- | ------------------------------------- | ----------- |
|      | Suikerfabriek Mariënburg No. ? | B                  | Du Croo & Brauns |            |         |          | Open Air Museum, Fort Nieuw Amsterdam | [ 2 ]       |

## Lokomotiven mit Spurweite 1000 mm
| Foto | Nummer oder Name                | Bauart / Achsfolge | Hersteller       | Fabrik-nr. | Baujahr | Historie | Eigentümer / Betreiber / Strecke          | Bemerkungen |
| ---- | ------------------------------- | ------------------ | ---------------- | ---------- | ------- | -------- | ----------------------------------------- | ----------- |
|      | Suriname Landspoorweg No. 'DAM' | B                  | Krauss (München) | 6074       | 1908    |          | District Commissioners Office, Onverwacht | [ 3 ]       |
|      | Suriname Landspoorweg No. ?     | B                  | Breda            | 300        | 1916    |          | Former Railyard, Onverwacht               | [ 4 ]       |